# Irislori
De irislori (Saudareos iris synoniem: Psitteuteles iris) is een vogel uit de onderfamilie Lori's (Loriinae). Het is een endemische vogelsoort uit Timor (en Wetar).

## Kenmerken
De irislori is hoogstens 20 cm lang. De hoofdkeur is groen. De voorkant van de kruin is helder rood en een gele nekvlek. Kenmerkend voor deze soort is de brede paarse oogstreep.

## Verspreiding en leefgebied
Het leefgebied bestaat uit tropische bossen in laagland en heuvelland tot op 1500 m boven de zeespiegel op de eilanden Timor en Wetar en nog wat omringende kleinere Kleine Soenda-eilanden.
De soort telt 2 ondersoorten:
- P. i. iris: Timor.
- P. i. wetterensis: Wetar.

## Status
De grootte van de populatie werd in 2012 geschat op hoogstens 10.000 individuen. Dit aantal gaat in aantal achteruit omdat de populaties bedreigd worden door vogelvangst voor de kooivogelhandel en door ontbossingen, vooral in het laagland. Om deze redenen staat de irislori als gevoelig op de Rode Lijst van de IUCN.